# ラリーポイント制
ラリーポイント制とは、自チームの攻撃決定時や相手チームのミス・反則時に、サーブ権の有無にかかわらず点数が入るルール。テニス、卓球、バレーボール、バドミントンなどで採用されている。
これに対し、サーブを行ったチームがラリーに勝った場合のみ点数が入り、サーブ権を持たないチームがラリーに勝った場合はサーブ権を得るというルールは「サイドアウト制」（サービスポイント制）と呼ばれる。

## テニスにおいて
テニスでは1988年のソウル五輪後にラリーポイント制に変更された。

## バレーボールにおいて
バレーボールでは、1セット15点先取・サイドアウト制に代わって1999年に国際ルールとして採用された。サイドアウト制は長時間試合になる傾向にあり、かつ終了時刻が大きく遅れることが多く、大会運営上非常に不都合であった。更にテレビ中継にも適しているとは言えず、各テレビ局から放映権の放棄を示唆されたことがルール改正のきっかけとなった。
現在のラリーポイント制は「5セットマッチ3セット先取の完全ラリーポイント制、第1～4セットまでは25点先取、第5セットのみ15点先取」というものであるが、正式導入以前には以下のようないくつかのルールが試行された。これらはいずれも分かりにくく不評だったため、以降の大会で採用されることはなかった。
- 1997年ワールドグランドチャンピオンズカップにおける25分併用ルール
  - 5セットマッチで、第5セットのみラリーポイント制。
  - 第1～第4セットまでは各セットごとに時間制限を設けて、25分59秒まではサイドアウト制、26分00秒以降はラリーポイント制。
- 1998年4月に行われたVリーグオールスターゲームで採用されたルール
  - ラリーポイント制で21点先取のゲームを、1セットに2ゲーム、合計2セット行う。
  - 一方のチームが2ゲームともとった時は、そのセットを獲得する。両チームが1ゲームずつ獲得した時は7点先取のゲームを行い、そのゲームに勝ったチームがそのセットを獲得する。
  - 一方のチームが2セット獲得したら、その試合の勝者となる。両チームが1セットずつとった時は15点先取の第3セットを行い、その試合の勝者を決める。
- 1988年ソウルオリンピック後に採用されたルール
  - 第5セットのみラリーポイント制（15点制、デュース時は2点差がつくまで無制限）

なお、日本においては1930年にラリーポイント制が導入され、1934年の極東選手権でも適用された。その後も極東ルール（9人制）バレーはラリーポイント制で行われている。

## バドミントンにおいて
バドミントンでは、サイドアウト制に代わって2006年に国際ルールとして採用された。